# Masiewo (gmina)
Masiewo (lub gmina masiewska; od 1945 Narewka) – dawna gmina wiejska istniejąca do 1939 roku w woj. białostockim
(obecnie na pograniczu Polski i Białorusi). Nazwa wsi pochodzi od wsi Masiewo, jednak siedzibą władz gminy była Narewka.
Początkowo gmina należała do powiatu prużańskiego. 12 grudnia 1920 r. została przyłączona do nowo utworzonego powiatu białowieskiego pod Zarządem Terenów Przyfrontowych i Etapowych. Gmina Masiewo została wraz z całym powiatem przyłączona 19 lutego 1921 roku do (utworzonego 14 sierpnia 1919 roku) województwa białostockiego. Od 19 lutego 1921 była jedną z zaledwie trzech gmin powiatu białowieskiego, a po jego zniesieniu z dniem 1 sierpnia 1922 roku została przyłączona do powiatu bielskiego w tymże województwie. 1 października 1934 roku do gminy Masiewo przyłączono część obszaru zniesionej gminy Łosinka. Gmina obejmowała połacie Puszczy Białowieskiej.
Według Powszechnego Spisu Ludności z 1921 roku gminę zamieszkiwało 5237 osób, wśród których 683 było wyznania rzymskokatolickiego, 3735 prawosławnego, 9 ewangelickiego a 810 mojżeszowego. Jednocześnie 2555 mieszkańców zadeklarowało polską przynależność narodową, a 2048 białoruską, 622 żydowską, 10 rosyjską. Był także jeden Rusin i Słowak. W gminie było 863 budynków mieszkalnych.
Po wojnie obszar gminy Masiewo został przedzielony granicą państwową; zachodnia połowa pozostała w Polsce (łącznie z siedzibą Narewką), natomiast wschodnia (ok. 10 000 ha) weszła w struktury administracyjne Związku Radzieckiego. Polską część dotychczasowej gminy Masiewo przekształcono w gminę Narewka, do której przyłączono także 25 miejscowości z dawnej gminy Tarnopol z powiatu wołkowyskiego.